# 宮本彩希
宮本 彩希（みやもと さき、1989年7月6日 - ）は、日本のコスプレイヤー、グラビアアイドル、タレント。PPエンタープライズ所属。

## 経歴
大学在籍時代より読者モデルをやっていた。
2014年、「ヤングマガジン黒BUTA GIRL 2014」オーディションに参加し、10位にランクイン。同年、バラエティ番組『アイドルの穴〜日テレジェニックを探せ!〜』に出演し、準日テレジェニックを受賞。

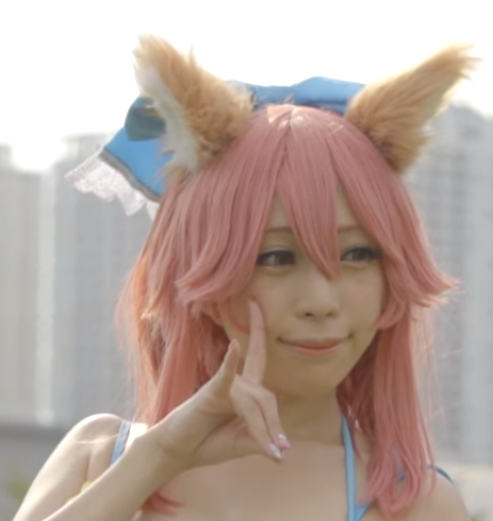
2019年撮影

2018年、株式会社Candeeでプロデューサーを行っておりコスプレイヤーに特化したブランド「L'érable（レラブル）」を結成。その後、業務提携という形でPPエンタープライズに移籍。
2020年7月、漫画、アニメ『ド級編隊エグゼロス』エグゼロスガールに就任（天空寺宙役）。週刊プレイボーイおよびジャンプSQでグラビア掲載。

## 人物
趣味はアロマ、衣装作り、ゲーム、コスプレ、アニメ鑑賞、猫と遊ぶこと、海外旅行。特技はピアノ、フルート、茶道。コミックマーケットなどのイベントにおいてもコスプレを披露している。公式コスプレイヤーや番組、イベント出演など幅広く活動をしており、アキバ系界隈の男性から強い支持を集めている。
YouTubeチャンネル「さきみーのおつまみー」で動画の投稿もしているが、投稿頻度や内容は気まぐれのようである。
自宅には女性キャラクターのフィギュアが何体も飾ってあり、それらのポスターも貼ってある。

## 作品

### 映像作品
- 初咲き（2015年7月31日、シャイニングスター） - JAN 4571438310789

## 出演

### バラエティ番組
- アイドルの穴〜日テレジェニックを探せ!〜（2014年4月5日 - 6月21日、日本テレビ）[12]
- 武器はテレビ。SMAP×FNS27時間テレビ（2014年7月、フジテレビ）
- ネリさまぁ〜ず（2014年8月、日本テレビ）[12]
- お願い!ランキング 2部（2015年12月・2016年5月・8月、テレビ朝日）[12]
- 超ポンコツさまぁ〜ず（2017年2月11日、テレビ東京）[12]
- オタカル最前線（フジテレビ）
- 旅ずきんちゃん（TBSテレビ）
- キスマイBUSAIKU!?（フジテレビ）
- 紅リサーチ（テレビ朝日）
- お願い！モーニング 「朝から快調！寝たまま体操」（テレビ朝日）

### テレビドラマ
- ウロボロス～この愛こそ、正義。 第2話（2015年1月23日、TBSテレビ）
- LOVE理論（2015年4月13日 - 6月29日、テレビ東京） - キャバ嬢 役[12]
- ディア・シスター（フジテレビ）

### イベント
2015年
- 1stDVD「初咲き」売記念イベント（8月22日、秋葉原ソフマップアミューズメント館）[3]

2017年
- 池袋ハロウィンコスプレフェス2017（10月28日、サンシャイン広場） - ガチ撮影エリアPowered by キヤノンマーケティングジャパンに伊藤もえ、ユリコタイガーと出演。衣装は高垣楓 ｢等身大の距離で｣（アイドルマスター シンデレラガールズ スターライトステージ）[13]
- ニコニコ超パーティー2017（11月3日、さいたまスーパーアリーナ）

2018年
- 人気コスプレイヤー in 成田空港! SKYRIUM（2月20日・21日、第2旅客ターミナルビル本館3階南側ウェイティングエリア）- 伊織もえ、火将ロシエル、くろねこ、ユリコタイガーと出演。衣装は高垣楓 ｢優艶の花尽し｣（アイドルマスター シンデレラガールズ）[14]
- ニコニコ超会議2018（4月28日、幕張メッセ）- SANYOブースにせんじ、星乃まみと出演。衣装はアイマリン[15]。
- 東京コミコン2018（12月2日、幕張メッセ） - DC COSPLAYERS LEAGUE 2018に菊田真衣子、non、桃月なしこ、ユリコタイガー、夜道雪、レディビアードと出演。衣装はキャットウーマン（DCコミックス）[16]

2021年
- KANSAI COLLECTION2021 A/W（2021年9月5日、京セラドーム大阪）[17]

### 雑誌
- ヤングアニマル嵐 6月1日号（2014年5月2日、白泉社）
- ドカント 11月号（2014年10月16日、デジタルスタイル）- 深層報道'14に出演
- BUBKA 9月号（2015年7月31日、白夜書房）
- 週刊プレイボーイ 7月4日号（2016年6月20日、集英社）- ニッポンのグラビアアイドル50人の企画で出演。
- EX MAX!（ぶんか社）- レギュラー
- HOT WATER SPORTS MAGAZINE（造形社）- 表紙
- RUDO（マガジン・マガジン）

### ネット番組出演
- Alim ブレイブフロンティア公式ch
- Netmarble ナイツクロニクル
- miHoYo 崩壊3rd
- DMMGames モンスター娘TD
- DMMgames ガールズクリエイション

### 公式コスプレイヤー
- ホロライブ さくらみこ役
- ソードアート・オンライン イーディス役
- 勝利の女神NIKKE アニス役
- ラグナロクオンライン カーディナル、アークメイジ、天帝役
- DMMGames モンスター娘TD サキュバス娘クロミ、メデューサ娘ローレン、マーナガルム娘マズル役
- DMMGames ガールズクリエイション アルテ約
- Netmarble リネージュIIレボリューション - エルフ 役
- 角川ゲームス スターリーガールズ - ベガ 役
- NetEase 陰陽師 - 吸血姫 役
- 冴えない彼女の育てかた♭ - 加藤恵水着モデル